# Eriocaulon officinale
Eriocaulon officinale är en gräsväxtart som beskrevs av Friedrich August Körnicke. Eriocaulon officinale ingår i släktet Eriocaulon och familjen Eriocaulaceae. Inga underarter finns listade i Catalogue of Life.